# 五堰街道
五堰街道，是中华人民共和国湖北省十堰市茅箭区下辖的一个乡镇级行政单位。

## 行政区划
五堰街道下辖以下地区：
北街社区、滨河社区、东岳社区、燕林社区、柳林新村社区、六堰山社区、四堰社区、朝阳路社区、南街社区和李家岗村。